# Аудни Бёдварссон (священник)
Аудни Бёдварссон (исл. Árni Böðvarsson, 24 октября 1818, Гардюр в Энюндар-фьорде) — 25 апреля 1889, Исафьордюр) — исландский священник и пробст, депутат Национального собрания Исландии от Снайфедльснеса в 1851 году.

## Биография
Аудни Бёдварссон в Гардюре в Энюндар-фьорде 24 октября 1818 года в семье священника Бёдвара Торвальдссона (исл. Böðvar Þorvaldsson; 1787—1862), служившему пробстом в церковном округе в Мид-фьорде, и его жены Тоуры Бьёднсдоуттир (исл. Þóra Björnsdóttir; 1787—1839), домохозяйки. Родной брат Аудни — Тоураринн Бёдварссон, впоследствии стал известным исландским священником, членом Альтинга в 1869—1895 годах и председателем его нижней палаты в 1891 и 1894 годах.
В 1822 году Аудни переехал со своими родителями переехал в Гувюдалюр, затем в 1827 году в Стадюр в Стейнгримс-фьорде. Учился в школе у преподобного Ауми Хельгасона в Гардаре, после чего осенью 1837 года поступил в гимназию в Рейкьявике, где учился до 1843 года. После окончания обучения работал в гимназии преподавателем, затем с 1845 по 1849 год работал секретарём в канцелярии епископа Исландии — сначала у епископа Стейнгримюра Йоунссона, а после его смерти у епископа Хельги Тордерсена.
13 июня 1849 года Аудни получил должность приходского священника в приходе Несинг на Снайфедльснес, 12 августа был рукоположен в священники и переехал в имение в Свейнсстадире. В 1851 году был выбран депутатом Национального собрания Исландии от Снайфедльснеса. С 1855 по 1866 год был пробстом Снайфедльснессисслы (церковный округ Снайфедльснеспроувастдайми). Некоторое время находился в Копенгагене в 1856 году. Получил под своё руководство церковный округ Нордюр-Исафьярдарпроувастдайми в Нордюр-Исафьярдарсисле (с 1871 года это округ Исафьярдарпроувастдайми в свободной общине Исафьярдаркёйпстадюр) в 1868 году и переехал в Исафьордюр. В 1881 году Аудни оставил должность просбста, снял священнический сан и ушел на покой. Жил в Исафьордюре до самой своей смерти 25 апреля 1889 года.
Женился Аудни 4 мая 1857 года на Хельге Арноурсдоуттир (исл. Helga Arnórsdóttir; 1834—1915). У пары было восемь детей: Хельги Ауднасон (исл. Helgi Árnason; 1857), Бёдвар Тоурарин Ауднасон (исл. Böðvar Þórarinn Árnason; 1858), Олавюр Ауднасон (исл. Ólafur Árnason; 1860), Элизабет Сигридюр Ауднадоуттир (исл. Elísabet Sigríður Árnadóttir; 1861), Кристин Ауднадоуттир (исл. Kristín Árnadóttir; 1864), Аудни Хельгасон Ауднасон (исл. Árni Helgason Árnason; 1865), Аудни Олавюр Ауднасон (исл. Árni Ólafur Árnason; 1866), Арноур Ауднасон (исл. Arnór Árnason; 1868).